# Zippy Race
Zippy Race (яп. ジッピーレース) (другие названия: MotoRace USA, Traverse USA) — видеоигра жанра аркадные мотогонки, разработанная и выпущенная японской компанией Irem (за исключением версии игры на игровых системах Sega, выпущенной самой Sega) для аркадных автоматов в 1983 году. Впоследствии переиздавалась для игровых систем Sega-1000, SC-3000, в том же 1983 году и для приставки NES 18 июля 1985 года. В качестве встроенных миниигр появлялась на консолях Sega Saturn и PlayStation.

## Сюжет и геймплей
|                    |
|                    |
| Снимки игры на NES |

Как во многих аркадных играх конца 1970-х — начала 1980-х сюжет в игре отсутствует. В игровом плане Zippy Race представляет собой двухмерный аркадный симулятор мотогонок, схожий в геймплее с играми Pole Position, Bump 'N' Jump, Road Fighter и GP Rider. Игроку предстоит преодолеть пять проходящих по территории США этапов (Лос-Анджелес → Лас-Вегас → Хьюстон → Сент-Луис → Чикаго → Нью-Йорк) на гоночном мотоцикле. Каждый этап состоит из двух частей: в первой игра проходит с видом с высоты птичьего полёта, игрок должен успеть обогнать как можно больше машин соперников, не врезавшись при этом ни в одного из них, ни в какое-либо иное препятствие; вторая часть уровня проходит с видом сзади и немного сверху, в ней игрок должен уворачиваться от несущихся навстречу автомобилей.
В первой части дорога постоянно виляет, разделяется на более узкие полосы и снова объединяется в одну трассу, во второй части игрок едет по ровной прямой дороге без каких-либо препятствий. Сами уровни бывают в игре двух типов: 1-й, 3-й и 5-й уровень — гонка по шоссе, 2-й и 4-й — по пересечённой местности. На шоссейной трассе расположено меньше препятствий (скользких масляных луж), зато она уже и постоянно виляет и разделяется. Внедорожная трасса шире и без развилок, но со значительно большим количеством препятствий: камней, речушек и т. п.
На прохождение всей игры отведено определённое количество бензина, которой можно пополнять, собирая разбросанные по трассе канистры. Кроме того, бензин пополняется после прохождения каждого уровня. В самом начале гонок игрок стартует с 90-го места. От того, сколько машин обгонит игрок за этап, зависит количество бонусных очков и доливаемого в бак мотоцикла топлива.
После прохождения всех пяти этапов игра начинается заново, однако с более мощным мотоциклом и более сложными трассами. Всего игру можно пройти пять раз подряд: первый раз — на красном мотоцикле (максимальная скорость — 180 км/ч), второй — на синем (240 км/ч), третий — на белом (300 км/ч), четвёртый — на сером (360 км/ч) и, наконец, пятый раз — на жёлтом (420 км/ч).

## Критика
Популярный англоязычный веб-сайт Allgame поставил Zippy Race на аркадном автомате оценку 3/10, версии для NES — 2,5/5.